# 谢尔盖·阿尔布佐夫
谢尔盖·根纳季耶维奇·阿尔布佐夫（烏克蘭語：Сергій Геннадійович Арбузов；1976年3月24日—），乌克兰政治人物，经济学者。前任乌克兰第一副总理，后代理担任乌克兰总理职务。曾任乌克兰国家银行總裁。

## 简介
阿尔布佐夫出生于乌克兰苏维埃社会主义共和国时期的顿涅茨克市，毕业于顿涅茨克国立大学财务与信用专业。
2012年12月24日，乌克兰总统亚努科维奇任命阿尔布佐夫为乌克兰第一副总理。
2014年1月28日乌克兰总理尼古拉·阿扎罗夫因乌克兰反政府示威辞职，同日总统亚努科维奇接受辞职申请，阿尔布佐夫担任临时总理。
阿尔布佐夫履新不久後，烏克蘭再爆發尊严革命，導致亚努科维奇政府於2014年2月22日被彈劾而倒台，包括阿尔布佐夫在內官員亦被即時罷免。同日，阿爾謝尼·亞采紐克当选为临时总理。及後，他隨即出逃至俄羅斯，並藏身於莫斯科豪宅區；同時，烏克蘭新政府向他發出通緝令。